# Speranza Tiggo
Der Chery Tiggo ist ein Sport Utility Vehicle der ägyptischen Automarke Speranza und wurde in Lizenz des chinesischen Chery Tiggo produziert. Der Tiggo ist eine abgewandelte Kopie des japanischen Honda CR-V und der erste SUV des ägyptischen Herstellers. 
Die ersten Einheiten des Speranza Tiggo verließen im Dezember 2008 die Werkshallen. Ein Vierzylindermotor mit 1598 cm³ Hubraum und 126 PS Leistung treibt die Fahrzeuge an.
Der Radstand beträgt 2510 mm. Die Fahrzeuge sind 4390 mm lang, 1765 mm breit und 1705 mm hoch. Das Leergewicht ist mit 1343 kg angegeben.
Fahrer- und Beifahrerairbag, ABS, EBD, Zentralverriegelung mit Fernbedienung, Klimaanlage mit Pollenfilter (Halbautomatik), elektronische Fensterheber, Sonnendach, beheizbare Heckscheibe, Nebelleuchten, Becherhalter, Lederausstattung und Seitenaufprallschutz sind Serienausstattung beim Tiggo. 